# Moviment uniforme
En física, un moviment uniforme és aquell en què una de les variables que defineixen el moviment es manté constant. Es distingeixen:
- Moviment rectilini uniforme, moviment de trajectòria rectilínia amb velocitat constant.
- Moviment circular uniforme, moviment de trajectòria circular amb velocitat angular i mòdul de la velocitat lineal constants.